# Villepinte (Aude)
Villepinte è un comune francese di 1 249 abitanti situato nel dipartimento dell'Aude nella regione dell'Occitania.

## Società

### Evoluzione demografica
Abitanti censiti